# Sociedade de Amigos das Adjacências da Rua da Alfândega

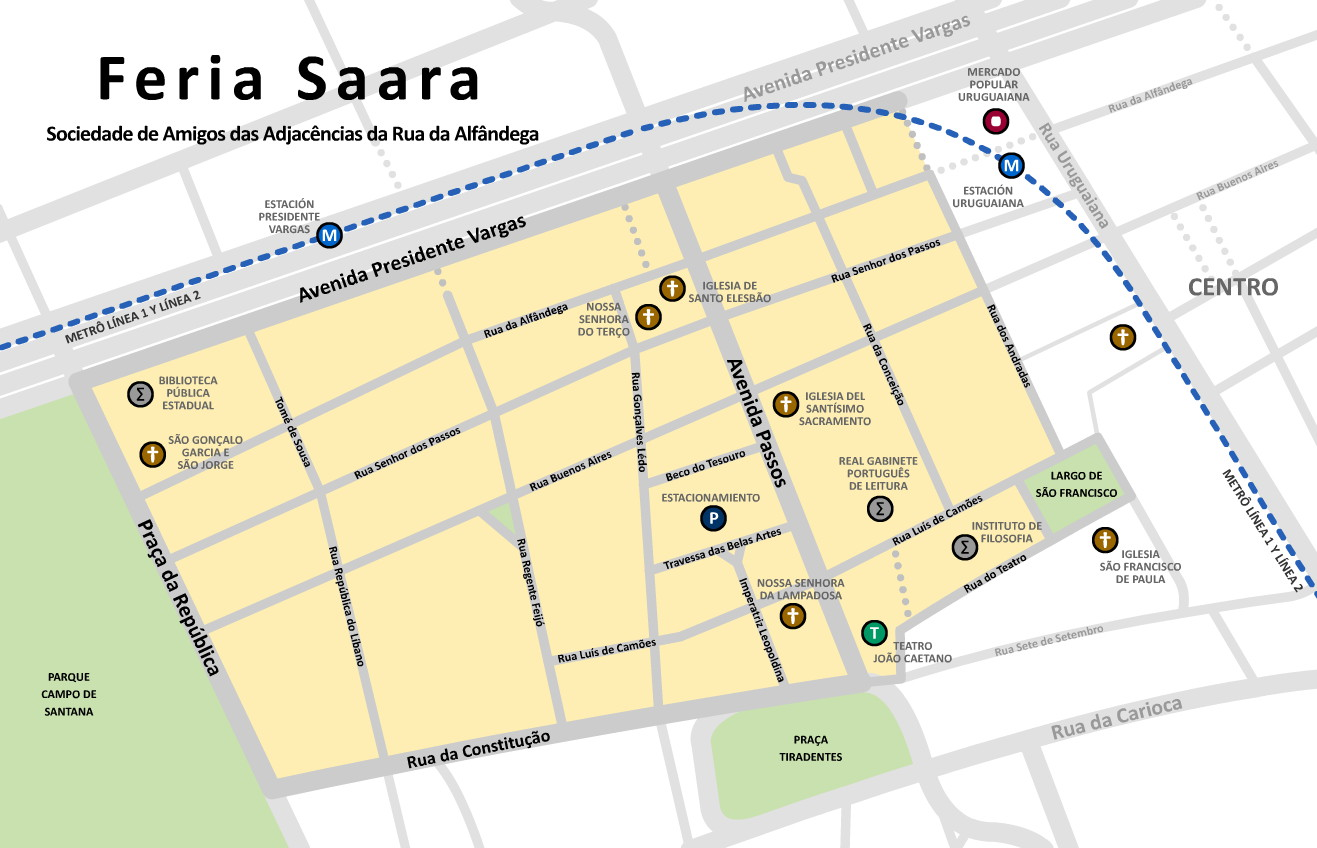
Mapa da Saara

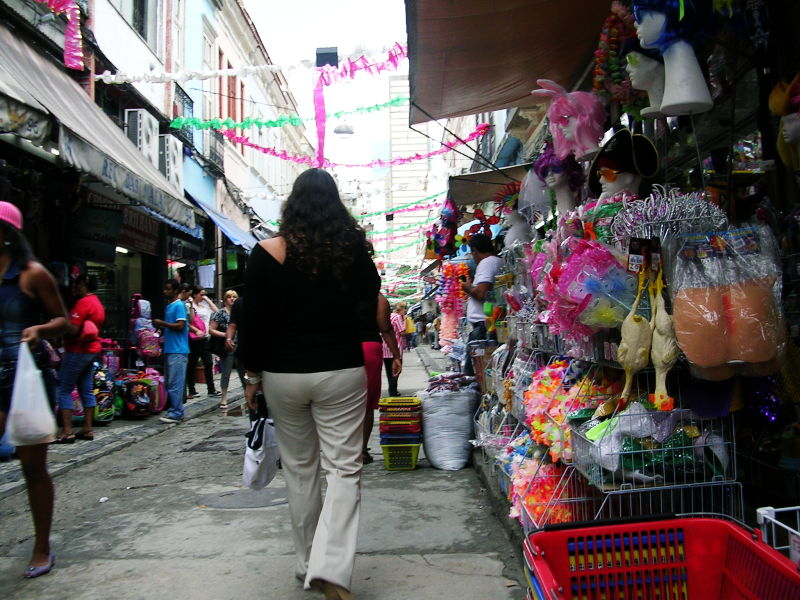
Rua da Saara

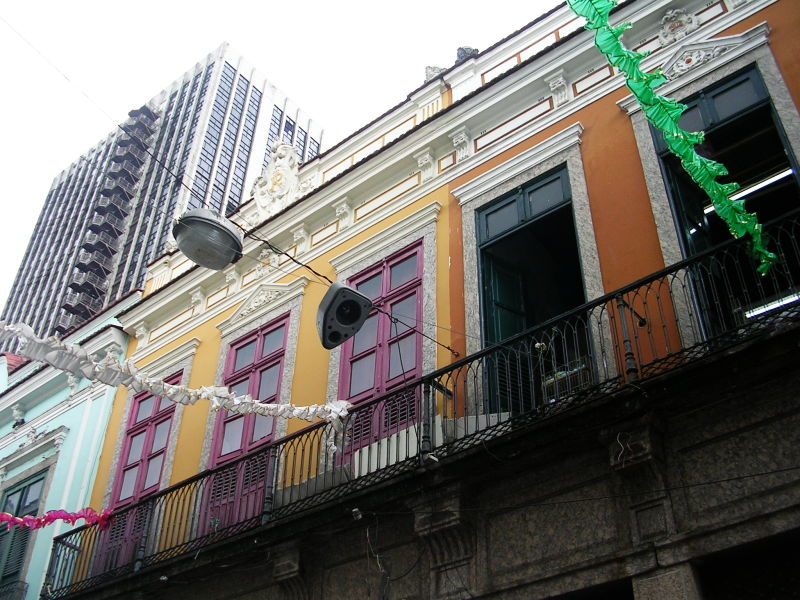
Casario histórico na Saara

A Sociedade de Amigos das Adjacências da Rua da Alfândega é uma associação formada pelos comerciantes que atuam nas proximidades da Rua da Alfândega, no Centro da cidade do Rio de Janeiro, no Brasil. O termo "Saara", por extensão, é utilizado para se referir à região abrangida por essa associação, área famosa por abrigar lojas especializadas em artigos populares, de casa, e tecidos, contando com diversas construções históricas. 

## História
A região da atual Sociedade de Amigos das Adjacências da Rua da Alfândega foi ocupada, no início do século XX, por imigrantes muçulmanos, judeus e cristãos maronitas provenientes do Império Otomano, que estava em processo de desintegração. Por esse motivo, uma das principais ruas da região, a Rua da Alfândega, recebeu o apelido de "Rua dos Turcos".
Em 1962, diante das ameaças de demolição das casas da região por conta de projetos urbanísticos, os comerciantes da área formaram a Sociedade de Amigos das Adjacências da Rua da Alfândega, com o objetivo de defender a manutenção das características urbanísticas da região.
Com o tempo, a sigla da sociedade, "SAARA", passou a ser utilizada pela população para se referir à região por ela abrangida, se tornando um ponto de referência em comércio popular na cidade.

## Características
Entre as ruas da região destacam-se a Uruguaiana, a da Alfândega, a Buenos Aires, a República do Líbano e a Avenida Passos.
Na região se localiza o Real Gabinete Português de Leitura e o campus da Faculdade Mackenzie Rio. O Saara também engloba diversas igrejas históricas, além de ter em seus limites o Teatro João Caetano, uma biblioteca pública e o Instituto de Filosofia e Ciências Sociais da UFRJ. 
Na Rua Uruguaiana se localiza o Mercado Popular da Rua Uruguaiana. Ele foi inaugurado em 1994, na administração do prefeito César Maia, para dar melhores condições de trabalho aos vendedores informais que já ocupavam a área.
A administração da Sociedade de Amigos das Adjacências da Rua da Alfândega se encontra no número 983 da Avenida Presidente Vargas.